# Dragonlance

логотип DragonLance

DragonLance (буквально «Драконье Копьё», в России также известна под названием «Сага о Копье») — фэнтези-вселенная, созданная в компании TSR (ныне Wizards of the Coast), изначально для ролевых игр в системе Dungeons & Dragons. Её создатели — писатели Лора и Трейси Хикмен, Маргарет Уэйс, а также художник Ларри Элмор. Вселенная приобрела известность благодаря романам Уэйс и четы Хикмен, а позже и других авторов, написанным по ней. По DragonLance также существует ряд видеоигр, изданий для настольных ролевых игр, мультфильм и сценический мюзикл.

## История создания
Чета Хикмэнов придумала Dragonlance в своей машине, когда ехали в TSR, чтобы подать заявление о приеме на работу. В TSR Трейси встретил Маргарет Уэйс, своего будущего соавтора, и они собрали группу людей, чтобы сыграть в ролевую игру Dungeons & Dragons. Приключения во время этой игры вдохновили Уэйс и Хикмэна на создание серии игровых модулей, ряда романов, настольных игр и миниатюрных фигурок главных персонажей. Визуальную сторону вселенной разработал штатный художник издательства Ларри Элмор, создавший десятки иллюстраций по ней.
В 1984 году компания TSR издала первый роман серии Dragonlance, — «Драконы Осенних Сумерек». Книга стала началом трилогии «Хроники Легенд», основной трилогии мира Dragonlance. В то время как основные авторы Трейси Хикмен и Маргарет Уэйс написали центральные книги серии, большое количество других авторов написали свои романы и рассказы, связанные с серией. Написано более 190 романов, связанных с миром Dragonlance. Вслед за Элмором, иллюстрации по вселенной создавали Кит Паркинсон, Мэтт Ставицки и другие художники. В 1997 году компания Wizards of the Coast купила TSR, и в 2001 лицензировала Dragonlance для компании Sovereign Press, чтобы начать производство игры; в 2007 году срок лицензионного соглашения истёк.
Основное действие в серии Dragonlance происходит в вымышленном мире Кринн. Кринн содержит многочисленное количество персонажей, охватывает обширный временной промежуток и имеет свою географию. История Кринна состоит из пяти эпох. События, описывающиеся в романах и связанных игровых продуктах происходят в четвёртой эпохе, называемой Век Отчаяния. С февраля 2009 года в книгах стала использоваться пятая эпоха — Век Смертных. Герои Копья, созданные Уэйс и Хикменом, являются главными героями трилогии «Хроники Легенд». Наряду с миром Dungeons & Dragons «Забытые королевства», Dragonlance — один из самых популярных фантастических миров.

## Мир Dragonlance

### Кринн
Основные события серии Dragonlance происходят в мире Кринн. События большей части романов происходят на Ансалоне, небольшом континенте, хотя некоторые события происходили на континенте Таладас, расположенном к северо-востоку от Ансалона. Главные боги в мире Dragonlance — Верховный Бог и его дети: Бог света Паладайн, нейтральный Бог Гилеан, Богиня тьмы Такхизис. Также есть противоположность Верховному Богу — Хаос, стремящийся разрушить мир. Иногда в мире появляются Цветные Драконы — Драконы Тьмы, и Металлические Драконы — Драконы Света. Люди — наиболее распространённая раса Кринна, также там есть эльфы, кендеры, гномы и минотавры. Жрецы получают волшебную силу от своих богов, а волшебники получают силу от трех Богов Магии — Солинари, Лунитари и Нуитари. Во время войн на Кринне в качестве войск используются армии драконидов. Они созданы магами и жрецами Тьмы из ещё невылупившихся драконов Света.

### История Кринна
История мира Кринн, и в книгах, и в играх, расколота на пять отдельных эпох. Первая эпоха — Век Рождения Звёзд — это эпоха рождения Богов и создание Кринна. Век Мечтаний — вторая эпоха, в которой отмечено быстрое развитие первых в мире рас. Эта эра также отмечена тремя большими войнами между драконами и низшими расами. После Третьей войны Дракона, в Веке Силы, Катаклизм уничтожает город Истар и практически полностью изменяет поверхность Кринна. Начинается Век Отчаяния. В течение следующих трёхсот лет на Кринне царят голод и бедствия. Эта эпоха также отмечена Войной Копья. В книгах серии Dragonlance события происходят в Веке Отчаяния. С февраля 2009 года в новых книгах описываются события Века Смертных.

### Персонажи
Герои Копья — главные положительные герои трилогии «Хроники легенд», первой серии книг Dragonlance. Герои были созданы Уэйс и Хикменом, сначала существовали как персонажи Dungeons & Dragons у Хикмена дома. Одним из игроков был разработчик компьютерных игр Терри Филлипс, который играл за Рейстлина. Как рассказывал Хикмэн, «[мы] еще только собирались играть, когда я повернулся к своему другу Терри Филлипсу и спросил, что делает его персонаж. Он ответил… и мир Кринна необратимо изменился. Шелестящий голос Терри, его сарказм и желчность скрывали под собой высокомерие и подлинную силу, не нуждавшуюся в подтверждении. Все в комнате были напуганы. По сей день Маргарет клянется, что Терри той ночью был во всем чёрном».
За других Героев Копья играли разные люди. Писатели Гари и Джанет Пэк играли соответственно за Таниса Полуэльфа и кендера Тассельхоффа Непоседу. Писатель Дуглас Найлс играл за гнома Флинта Огненного Горна. Рабочий TSR Гарольд Джонсон играл за рыцаря Соламнии Стурма Светлого меча. Остальная часть Героев — это варвары Золотая Луна и Речной Ветер, эльфийка Лорана и люди — Карамон Маджере (брат Рейстлина) и Тика Вейлан. Уэйс играла за Фисбена.

### Магия
Система магии в Dragonlance основана на механиках AD&D, однако имеет специфику, связанную с особенностями игрового мира. Отдельные элементы нововведений, придуманых Уэйс и Хикманом, впоследствии были интегрированы в книги правил AD&D. Трёх Богов Магии символизируют луны Кринна, и эффективность магии зависит от фазы соответствующего спутника. Кроме того, маги разделены на три ордена, различающихся по цветам облачения: чёрных, белых и красных. Цвета соответствуют злому, доброму и нейтральному мировоззрению соответственно. Существует кодекс, который должен соблюдать каждый маг, конклав магов, включающий представителей каждого ордена, и Башни высшего волшебства, выполняющие роль нейтральной зоны для враждующих орденов. Тем не менее, маги образуют сообщество и в критических ситуациях ордена могут забывать разногласия и объединяться ради выживания человечества.
Принадлежность мага к ордену определяется по итогам испытания, являющегося опасным. Маг может переходить из одного ордена в другой, теряя при этом доступ к заклинаниям предыдущего ордена. Не прошедший испытания маг считается ренегатом и подвергается преследованию со стороны членов орденов.
Самый известный маг Кринна — Рейстлин Маджере. Становление его магического дара вплоть до попытки стать богом находится в центре сюжетной линии нескольких произведений цикла. Другими известными магами Кринна являются Фистандантилус (великий колдун, живший в предшествующую событиям книг эпоху), Магиус, участвовавший в создании первого Копья Дракона, а также Даламар, единственный ученик Рейстлина.

В числе магических артефактов «Саги о Копье» центральное место занимают собственно Копья Дракона, напоминающие турнирные копья, однако обладающие способностью поражать драконов. Также сюжетное значение имеют Око Дракона, позволяющее контролировать злых драконов, посох Магиуса и меч Убийца Драконов. Фактически артефактами являются также Башни высшего волшебства, из которых во время действия книг используется одна — Вайретская.

Герои Саги о Копье. Рисунок Ларри Элмора. Слева направо: Рейстлин, Карамон, Танис, Тассельхоф, Флинт, Золотая Луна, Речной Ветер, Стурм, Тика, Лорана.
Трейси Хикмен называет эту картину «Семейный портрет» и держит её на стене своего кабинета

## Игры
Heroes of the Lance (Герои Копья), выпущена в 1988 году, разработана компанией Strategic Simulations. Партийная ролевая игра с видом сбоку, и боями в реальном времени. Действия игры происходит в подземных руинах города Кзак Царот, в качестве финального босса выступает черная драконица Хисант.
Dragons of Flame (Драконы пламени), выпущена в 1989 году, разработана компанией Strategic Simulations. Партийная ролевая игра с видом сверху или сбоку, и боями в реальном времени. Вам предстоит добраться до крепости Пакс Таркас и освободить рабов, в качестве финального босса выступает повелитель драконов Верминаард.
Champions of Krynn (Защитники Кринна), выпущена в 1990 году, разработана компанией Strategic Simulations. Война Копья закончилась, и армия драконидов была рассеяна. Но зло никак не хочет оставлять Кринн. На северо-востоке Ансалона аванпосты рыцарей Соламнии остались охранять хрупкий покой его жителей. Ваш отряд на первом же патрулировании столкнулся с драконидами, которые, как все полагали, уже давно покинули эти места. Что же они планируют? Во время своего путешествия вы встретитесь со многими опасностями в подземельях и городах и, возможно, повстречаетесь с легендарными Героями Копья.
DragonStrike, выпущена в 1990 году, разработана компанией Westwood. Игра представляет собой симулятор полётов и сражений верхом на драконе с видом от первого лица, в которой вы играйте за всадника дракона во время Войны Копья.
Shadow Sorcerer (Тень колдуна), выпущена в 1991 году, разработана компанией Strategic Simulations. Партийная ролевая игра с видом сверху или изометрией. Игра начинается после освобождения рабов из крепости Пакс Таркас, которых вы ведёте с собой. Игра разбита на три режима: стратегический, тактический и политический. В стратегическом режиме вам необходимо безопасно провести освобождённых вами рабов через пустыню. Тактический режим предполагает изучение подземелий и других интересных зон в поисках информации или сокровищ, чтобы помочь освобождённым. И в политическом режиме вам предстоит иметь дело с лидерами освобождённых и убеждать их продолжать идти за вами.
Death Knights of Krynn (Рыцари Смерти Кринна), выпущена в 1991 году, разработана компанией Strategic Simulations.
The Dark Queen of Krynn (Тёмная Королева Кринна), выпущена в 1992 году, разработана компанией Strategic Simulations.
Существует также игровой модуль «Heroes of Krynn», сделанный на основе Neverwinter Nights.

По вселенной Dragonlance были созданы несколько многопользовательских игровых миров (MUD). В 1992 году был создан англоязычный ArcticMUD, продолжающий существовать и сейчас. Игроки из России и наши бывшие соотечественники составляют там не самую большую по количеству, но важную по влиянию группу. Среди администраторов ArcticMUD также есть русские. Еще один MUD, созданный на основе Dragonlance, это Solace, англоязычный мир, в котором чётко прослеживается карта Кринна, и можно почувствовать себя жителем того легендарного времени.

В 1997 году был основан RMUD, ставший первым многопользовательским миром, полностью переведённым на русский язык. Впоследствии он разделился на две ветки — Мир Трёх Лун (offline) и Серый Камень Гаргата.

## Аудиокниги
Сокращённые версии многих романов серии Dragonlance были выпущены в формате аудиокниги. «Трилогия Хроник» и «Трилогия Легенд» были изданы компанией Random House Audio Books в виде аудиокассет. «Драконы Летнего Полдня», «Бригада Обреченных», «Кузница Души» и «Драконы Погибшего Солнца» были изданы компанией Soundelux Audio. Нет никакой информации, почему остальные книги трилогии «Война Душ» не были изданы в звуковом формате.
В 2005 году компания Brilliance Audio выпустила несокращенную версию книги «Драконы Гномьих Глубин» в формате аудио CD.
Начиная с 2011 года в Интернете стали появляться аудиокниги на русском языке в любительском непрофессиональном исполнении. На данный момент доступны трилогии «Трилогия Хроник» и «Трилогия Легенд», а также дилогия «Хроники Рейстлина», дилогия «Второе поколение» и трилогия «Потерянные летописи».

## Книги правил
- AD&D
  - Сказания Копья. Сеттинг, 1992
  - Невоспетые Герои. Приложение, 1992
  - Таладас: Минотавры Приложение, 1991
  - Новые Истории: Перерождение Земли. Приключение, 1993
  - Топор Флинта. Приключение, 1992
  - Меч Рыцаря. Приключение, 1992
  - В Поисках Драконов. Приключение, 1989
  - Драконы Отчаяния. Приключение, 1984
  - Драконы Пламени. Приключение, 1984
  - Драконы Надежды. Приключение, 1984
  - Приключения Драгонланса. Приложение, 1987
  - Время Дракона. Сеттинг, 1989
  - Дворфийские Королевства Кринна. Приложение, 1993
  - История Драгонланса. Источник, 1995
  - Руководство Игрока по Драгонлансу. Приложение, 1993
  - Драконья Магия. Приключение, 1989
  - Драконья Твердыня. Приключение, 1989
  - Туманы Кринна. Приключение, 1988
  - Листья из Гостиницы Последнего Приюта. Источник, 1987
  - Иноземье. Приложение, 1990
  - Драконы Славы. Приложение, 1985
  - Драконы Тайны. Приложение, 1988

- SAGA
  - Драгонланс Пятой Эры. Базовые правила, 1996
  - Последняя Башня. Приложение, 1996
  - Герои Надежды. Приложение, 1997
  - Герои Чародейства. Приложение, 1997
  - Герои Стали. Приложение, 1996
  - Цитадель Света. Приложение, 1998
  - Крылья Ярости. Приложение, 1998
  - Палантас. Приложение, 1998
  - Порождение Хаоса. Приключение, 1999
  - Зерна Хаоса. Приключение, 1998
  - Лесная Вуаль. Приключение, 1999
  - Герои Вызова. Приложение, 1997
  - Колода Судьбы. Приложение, 1998
  - Бестиарий. Приложение, 1998
  - Возвышение Титанов. Приключение, 2000
  - Справочник Саги. Приложение, 1998
  - Новые Листья из Гостиницы Последнего Приюта. Источник, 2000

- D&D
  - Рыцарские Ордена Ансалона. Приложение, 2006
  - Легенды Близнецов. Приложение, 2005
  - Расы Ансалона. Приложение, 2007
  - Драконы Кринна. Приложение, 2007
  - Ключ Судьбы. Приключение, 2004
  - Бестиарий Кринна. Приложение, 2004
  - Священные Ордена Звезд. Приложение, 2005
  - Башни Высокого Волшебства. Приложение, 2004
  - Война Копья. Приложение, 2004
  - Спектр Печалей. Приключение, 2005
  - Цена Отваги. Приключение, 2006

## Экранизация и театральные постановки
В 1998 году был впервые частично презентован на Зилантконе мюзикл «Последнее испытание» по мотивам серии «Трилогии близнецов». С тех пор мюзикл выдержал множество постановок.
Компании Paramount Pictures, Toonz Animation и Epic Level Entertainment в 2008 году выпустили полнометражный анимационный фильм «Dragonlance: Драконы осенних сумерек». Режиссёром стал Уилл Меньот (мультсериалы «Эховзвод», «Человек-Паук», «Люди-Х», «Охотники за привидениями»).

## Переводы
Переводом первых трех книг «Саги о Копье»: «Драконы осенних сумерек», «Драконы зимней ночи» и «Драконы весеннего рассвета», занималась Мария Семёнова (автор серии «Волкодав») под псевдонимом Галя Трубицына.

## Новости
Фантастика Книжный клуб переиздал трилогию «Хроники копья» в октябре 2016 г. В одну книгу вошли «Драконы осенних сумерек», «Драконы зимней ночи» и «Драконы весеннего рассвета».
В 2021 году вышел альбом фэнтези-мюзикла «Последнее испытание». Главные роли исполнили Антон Круглов (Рейстлин Маджере), Елена Ханпира (Крисания) и Хелависа (Такхизис).